# Antoine Allut
Antoine Allut (23. října 1743, Montpellier - 25. června 1794, Paříž) byl francouzský sklář, právník, politik a encyklopedista.

## Život
Jeho otcem byl sklář Antoine Allut (1721-1786) a matkou Jeanne Bénédicte Imbert (asi 1724-1746). V lednu 1743 se oženil a měl tři děti. Antoine Allut měl dvě sestry, pozdější spisovatelku a manželku Jeana Verdiera, Suzanne Verdier (1745-1813) a Elisabeth (1746-1748). Otec zaměstnal teologa a encyklopedistu Jeana Pestrého jako vychovatele svých dětí.
Dne 18. září 1764 se Antoine Allut oženil s Marguerite Angélique Pomier. Z tohoto manželství vzešla dcera Justine. Allut byl sklář, který provozoval manufakturu na výrobu brýlí v Rouelles (Champagne-Ardenne), kterou převzal od svého otce. V otcově sklárně pracoval od roku 1761. V roce 1766 se stal členem Académie des sciences et lettres de Montpellier a ve stejném roce převzal vedení rodinného podniku. Také vedl korespondenci s vědci jako byli Georges-Louis Leclerc de Buffon a Louis Bernard Guyton de Morveau.
V roce 1770 se přestěhoval do Uzès a stal se právníkem, advokátem. Allut se aktivně účastnil Francouzské revoluce. V roce 1791 se stal poslancem Zákonodárného shromáždění, kterým byl do 20. září 1792.
Redigoval článek Manufactures des glases pro Encyklopedii Denise Diderota.
Během jakobínské Hrůzovlády byl odsouzen k smrti a dne 25. června 1794 gilotinován. Jeho tělo bylo pohřbeno na hřbitově Picpus v Paříži.